# Karayme Bartley
Karayme Bartley (né le 10 septembre 1995) est un athlète jamaïcain, spécialiste du 400 mètres.

## Biographie
En 2021, lors des Jeux olympiques de Tokyo, il se classe 7e du relais 4 × 400 mètres mixte et participe aux séries du 4 × 400 mètres masculin.
Il participe aux séries du relais 4 × 400 mètres des championnats du monde 2022 à Eugene, et permet à l'équipe de Jamaïque d'accéder à la finale. Il remporte la médaille d'argent au même titre que ses coéquipiers.

## Palmarès
| Date | Compétition           | Lieu     | Résultat | Épreuve         | Temps                    |
| ---- | --------------------- | -------- | -------- | --------------- | ------------------------ |
| 2022 | Championnats du monde | Eugene   | 2e       | 4 × 400 m       | Participation aux séries |
| 2022 | Championnats NACAC    | Freeport | 2e       | 4 × 400 m       | 3 min 5 s 47             |
| 2022 | Championnats NACAC    | Freeport | 2e       | 4 × 400 m mixte | 3 min 14 s 08            |

## Records
| Épreuve | Temps   | Lieu     | Date          |
| ------- | ------- | -------- | ------------- |
| 200 m   | 20 s 42 | Lubbock  | 23 avril 2021 |
| 400 m   | 45 s 17 | Kingston | 27 juin 2021  |